# 4th Quarter Pressure Part 3
4th Quarter Pressure Part 3 – trzeci mixtape Big Mike’a z serii "4th Quarter Pressure". Na okładce można zobaczyć Nasa, a za nim między innymi Havoca i The Game'a.

## Lista utworów
1. "This Is How We Live" (Styles P ft. Jadakiss) (Produced by Havoc)
2. "The Message" (Styles P)
3. "The Animal" (DJ Clue ft. Styles P)
4. "Liberty Bell" (DJ Clue ft. Cassidy, Beanie Sigel & Freeway)
5. "Big Money" (Ransom)
6. "Rap Shit" (Nas)
7. "7th Heaven Part 2" (Mobb Deep ft. Un Pacino)
8. "Dont Front" (50 Cent)
9. "Niggaz" (Tony Yayo ft. Young Buck)
10. "Money Maker" (Lloyd Banks)
11. "Middle Finger" (DJ Clue ft. Cam’ron & Juelz Santana)
12. "Shooters (not on album)" (Jim Jones ft. Max B)
13. "Ruger Season" (Hell Rell)
14. "Shots Spray" (Ghostface ft. Sheek Louch)
15. "The Way Of The Gun" (Papoose ft. Sheek Louch)
16. "Grew Up A Screw Up" (Team Arliss (Trav))
17. "Burn One Down" (Styles P ft. Flipside)
18. "I Got Em" (Nas)
19. "Day In Your Life" (Nas)
20. "Gun In The Clutch" (Conn Artists)
21. "I Got That Shit" (Rawdogg)
22. "Outro" (Crackspace)